# مریتا بلاو
 مریتا بلاو (آلمانی: Marietta Blau؛ زاده ۲۹ آوریل ۱۸۹۴ درگذشته ۲۷ ژانویهٔ ۱۹۷۰) یک فیزیک‌دان اهل اتریش بود.